# ジャン2世・ド・リュクサンブール (リニー伯)

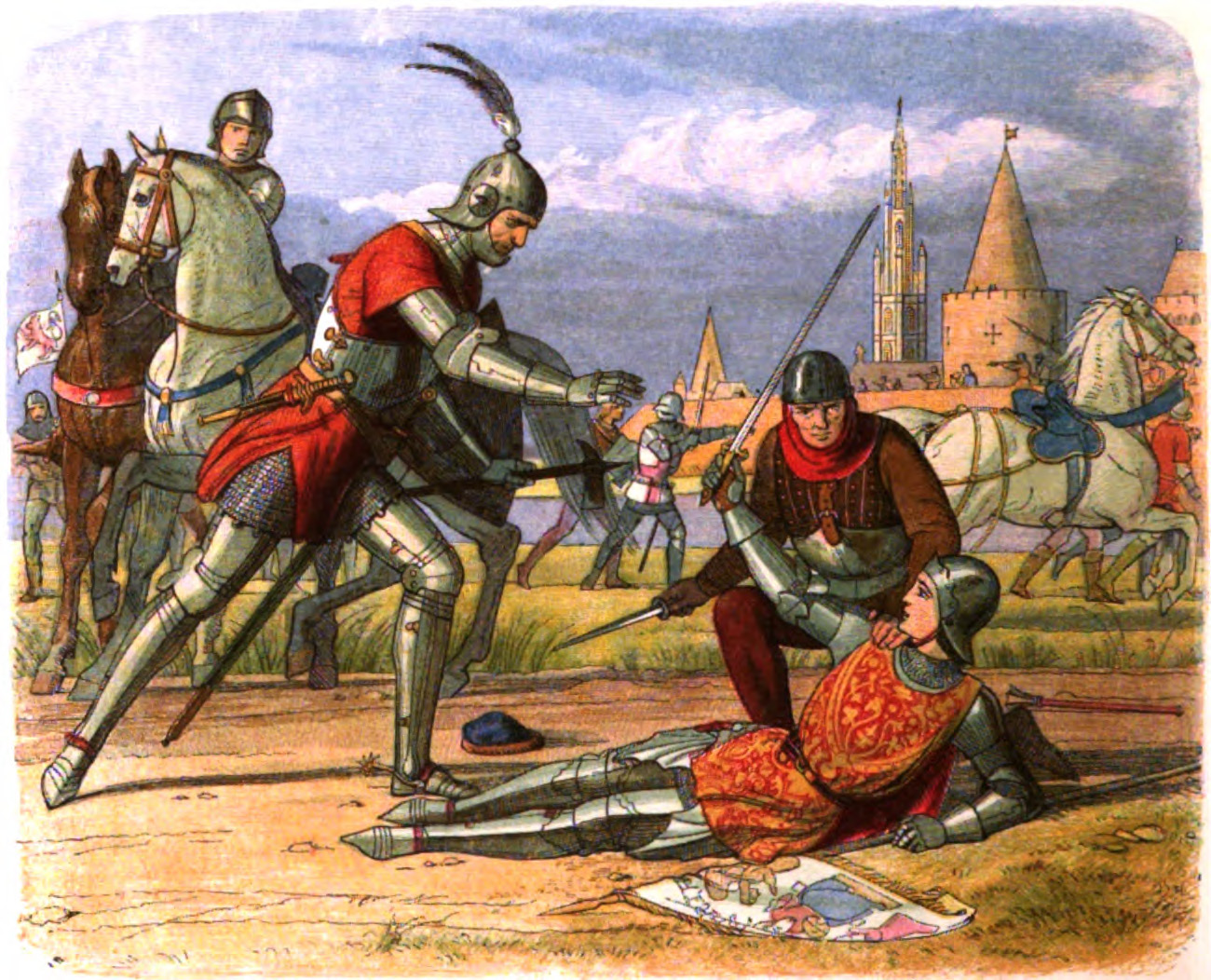
リニー伯の従者に捕獲されるジャンヌ・ダルク、19世紀のイラスト

ジャン2世・ド・リュクサンブール（Jean II de Luxembourg(-Ligny), 1392年 - 1441年1月5日）は、百年戦争期のフランスの貴族、軍人。ボールヴォワール領主、ギーズ伯、リニー伯。ジャンヌ・ダルクをイングランド陣営に売り渡した。

## 生涯
ブリエンヌ伯ジャンとその妻のマルグリット・ダンギャンの間の息子として生まれた。父の死後、ボールヴォワール城を相続した。百年戦争中のアルマニャック派とブルゴーニュ派の内戦においては、2人の兄ピエールおよびルイとともに、イングランド＝ブルゴーニュ陣営についた。
1414年、主君のブルゴーニュ公ジャン・サン・プールにアラス代官の職を与えられる。1418年、サンリスの町をアルマニャック派軍勢の包囲から解放した功を認められ、パリ軍事総督に任命された。1421年のモン＝アン＝ヴィムーの戦闘で負傷した。1423年よりイングランド＝ブルゴーニュ連合軍の下での指揮官となり、ランドルシー包囲戦やクラヴァンの戦いに参加した。翌1424年、ベッドフォード公ジョン・オブ・ランカスターの指揮下でシャルル7世軍からギーズを奪回し、翌1425年にギーズ伯領を授けられる。1430年1月10日、兄ピエールとともにブルッヘにおいて金羊毛騎士団の最初の会員に選出された。
コンピエーニュ包囲戦に参加した際、1430年5月23日に自身の従士がジャンヌ・ダルクを生け捕りにした。コンピエーニュに陣取るシャルル7世派の軍勢に彼女を奪回される恐れがあったため、ジャンは自分の居城ボールヴォワール城にジャンヌ・ダルクを連行し、伯母と妻に彼女を監視させることにした。ジャンの許には百年戦争の全ての陣営からジャンヌ・ダルクの身代金支払の申し出が舞い込んだ。主君のブルゴーニュ公フィリップ・ル・ボンは、同盟者のイングランド陣営に身柄を引き渡すよう求めた。ジャンの同居する伯母ジャンヌ・ド・リュクサンブールは、シャルル7世の名付け親だったこともあってジャンヌ・ダルクに同情的で、甥が彼女をイングランドに引き渡すことに反対した。伯母はジャンに、もしジャンヌ・ダルクをイングランド人に売り渡せばリニー伯領の相続権を剥奪するとまで脅しをかけたが、9月18日に死去した。結局、相続権剥奪の恐れの無くなったジャンは、ボーヴェ司教ピエール・コーションおよびパリ大学の要求に応じて1万リーヴル・トゥールノワの身代金と引き換えにジャンヌ・ダルクをイングランド人に引き渡した。10月26日、ジャンはコンピエーニュ周辺での戦闘で重傷を負って居城に引き上げたが、その2日後にイングランド＝ブルゴーニュ軍勢はコンピエーニュから撤退した。
ジャンはその後もシャルル7世派の陣営との戦いを続け、その名声は高まっていった。1435年には、主君ブルゴーニュ公と共に、ブルゴーニュ陣営とフランス王陣営の争いを終結させるアラスの和約に調印した。1441年に死去し、カンブレー旧大聖堂に葬られた。1418年にモー子爵領の女子相続人ジャンヌ・ド・ベテューヌ（1449年没）と結婚した。妻はマルル伯・ソワソン伯ロベールの寡婦であった。間に子供は無かったので、遺産は甥のサン＝ポル伯ルイに引き継がれた。なお、1435年に妻の連れ子ジャンヌ・ド・マルルを甥ルイに嫁がせている。